# 萨尤季斯
萨尤季斯（意为“运动”），初名立陶宛改革运动，是20世纪80年代和90年代初领导立陶宛脱离苏联独立的政治组织，正式成立于1988年6月3日，领导人为维陶塔斯·兰茨贝吉斯。
1988年底，立陶宛民族主义组织“立陶宛改革运动”成立，掀起新的要求独立的浪潮。该组织首先提出了废除1939年的苏德条约问题，从根本上否定并入苏联的合法性。
1989年，萨尤季斯同爱沙尼亚和拉脱维亚的民族主义组织利用苏德条约签订50周年之际，高唱旧国歌、呼喊“打倒俄罗斯帝国”等口号。
1990年，萨尤季斯在立陶宛最高苏维埃（议会）选举中获胜，取得执政党的地位，新的苏维埃通过“关于回复独立的立陶宛国家”的协议，宣告国家独立，定国名为“立陶宛共和国”，并恢复1940年前的国旗。立陶宛是苏联15个加盟共和国中第一个宣布独立国家。
萨尤季斯的独立主张遭到反对脱离苏联的政治力量的激烈反对。为阻止立陶宛独立，苏联政府采取了一系列措施，并试图军事占领维尔纽斯。
1991年，立陶宛的各种矛盾日趋尖锐，社会动荡加剧。苏联八·一九事件后，苏联国务委员会于9月6日承认立陶宛独立，苏联随后解体。立陶宛正式获得独立地位。
1991年底，该党内部发生分裂，许多人转而参加民主工党（LDDP）、社会民主党或另组新党。1992年初，议会中支持萨尤季斯的代表由多数派转为少数派，萨尤季斯在10—11月的议会大选中败北，仅获19.8%的选票，得三十席。1993年5月改组为“祖国联盟”。1996年10—11月大选获胜后再度执政，兰茨贝吉斯任议会议长，格季米纳斯·瓦格诺留斯任总理。2000年10月大选中惨败，仅取得九席。
後經多次合併後，現為祖國聯盟－立陶宛基督教民主黨。